# Heilig Kruiskerk (Vrasene)

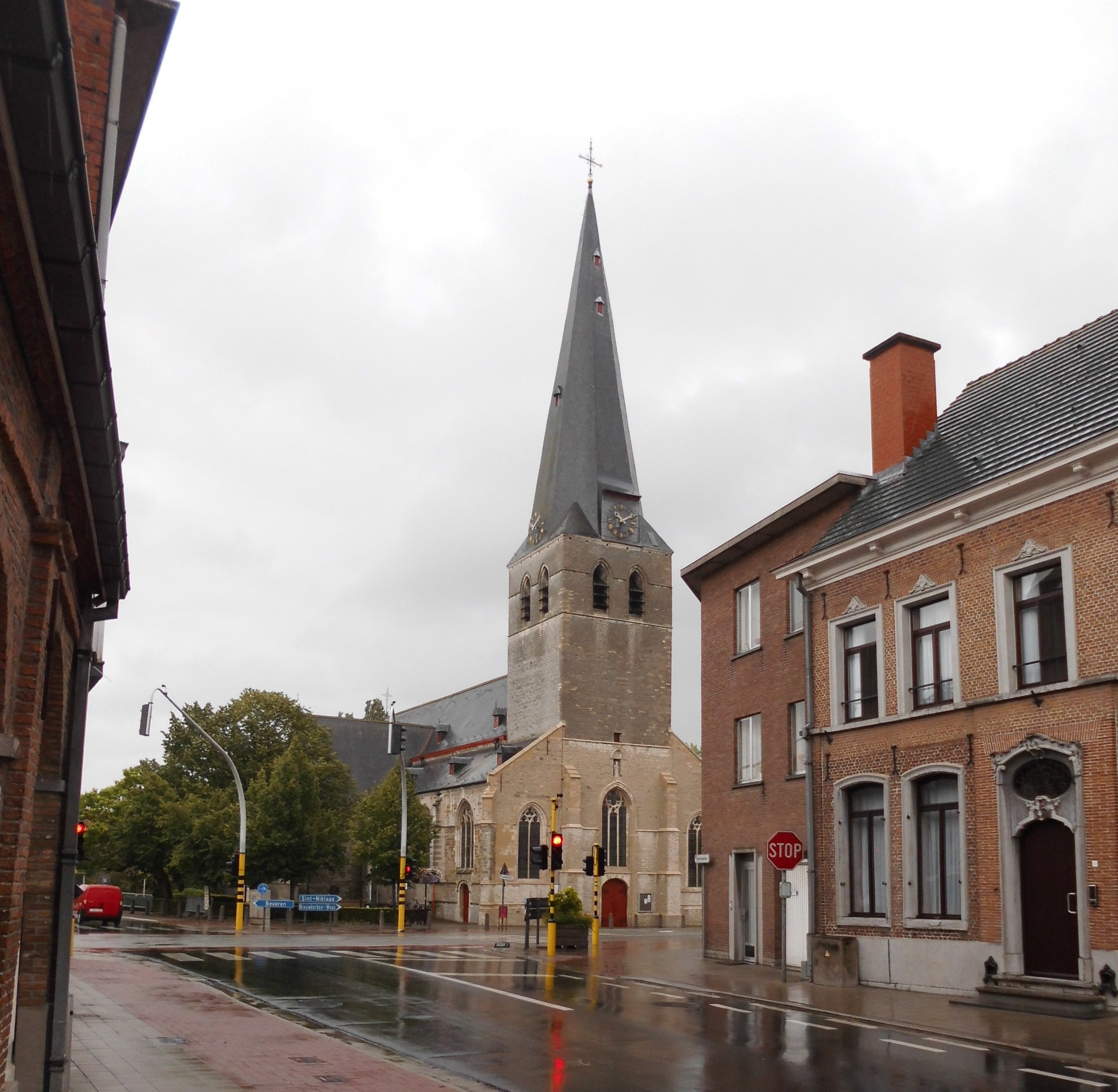
Heilig Kruiskerk

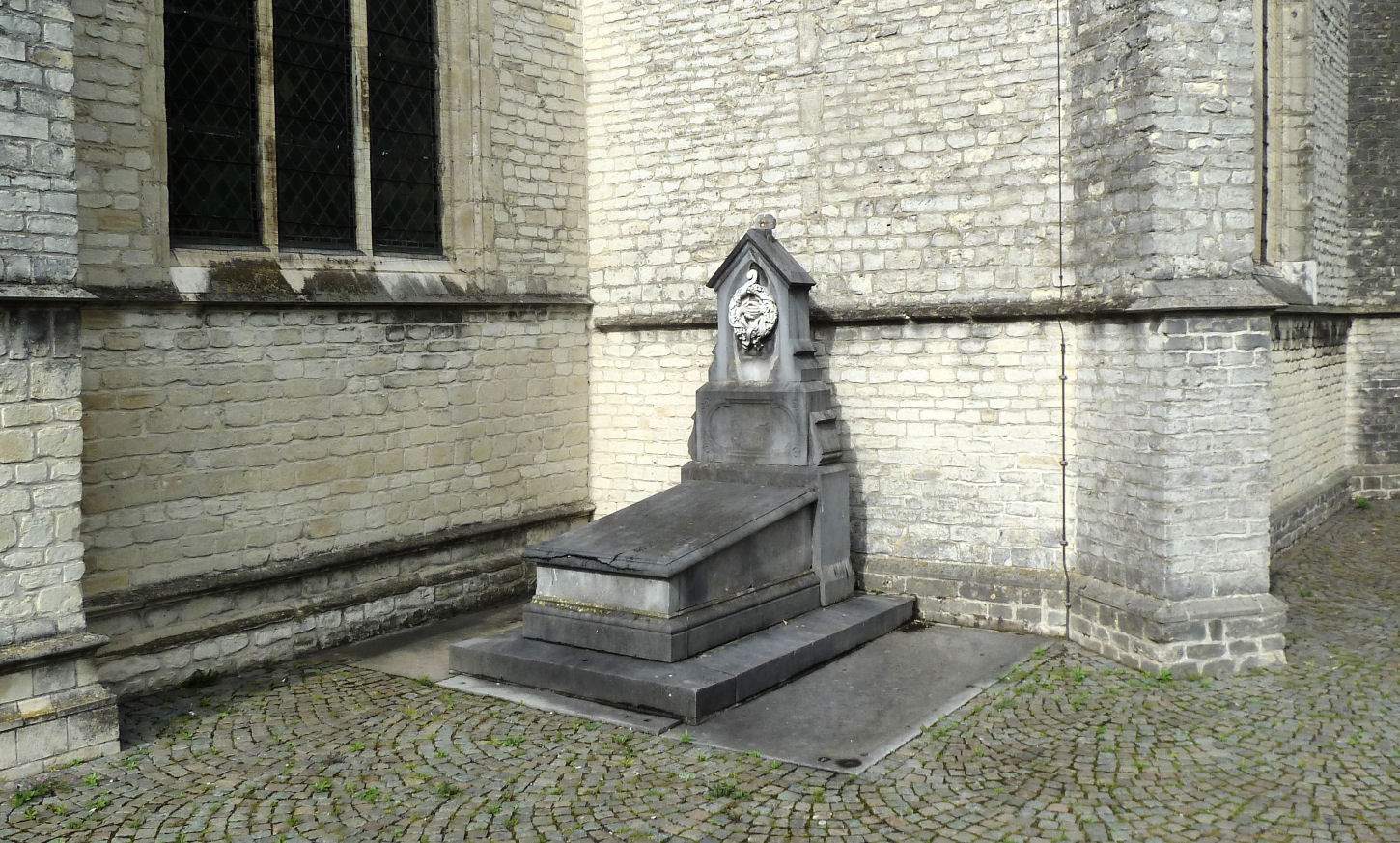
Graf van Paul Parrin-Boeyé

De Heilig Kruiskerk is de kerk van het Belgische dorp Vrasene, een deelgemeente van Beveren-Kruibeke-Zwijndrecht. Het is een gotische kruiskerk. Reeds in de 12e eeuw stond er een romaanse kerk die door de eeuwen heen uitgebreid en verbouwd werd. Sinds 1942 is de kerk als monument beschermd.

## Geschiedenis
De oorspronkelijke romaanse kerk van Vrasene werd tussen 1165 en 1183 gebouwd in Doornikse kalksteen, telde drie beuken van zes traveeën en had geen transeptarmen en geen toren. De halfronde scheibogen rustten op een voor de regio vrij zeldzaam systeem van vierkante pijlers, alternerend met even zware ronde pijlers op achtkantige sokkels. De rondbogige bovenlichten wisselden af met ondiepe blinde nissen, stilistisch aansluitend bij de romaanse architectuur uit Normandië en Noord-Frankrijk.
In 1448 werden de eerste verbouwingen aangevat. Om het romaanse koortje heen werd eerst het huidige, gotische hoofdkoor gebouwd. Tussen 1450 en 1455 werd voor de westgevel een vierkante toren toegevoegd. Na de aanbouw van de kruisbeuk werden langsheen de romaanse zijbeukmuren gotische gevels opgetrokken. In de middenbeuk werden de zware pijlers vervangen door slanke rondzuilen en de scheibogen werden spitsbogig uitgekapt. Deze gedaanteverandering in Brabantse hooggotiek was omstreeks 1481 voltooid. Tussen 1665 en 1683 werd het gotische uitzicht gedeeltelijk aangepast in barokstijl. De daken van midden- en zijbeuken werden weggenomen en heel wat hoger opnieuw opgetrokken nadat de hele benedenkerk was voorzien van de thans nog bestaande kruisribgewelven. In de buitengevels werden spitsboogvensters verbouwd tot barokke segmentboogvensters. Binnenin werden de gotische koolbladkapitelen afgebeiteld en effen bepleisterd.
In de 19e eeuw werden deze stilistisch weinig aansluitende verbouwingen ongedaan gemaakt en werd de koorpartij uitgebreid. In 1877 voegde de Sint-Niklase stadsarchitect, Edmond Serrure, de twee zijkoren en de ruime sacristie toe. Het interieur (zuilen, muren, gewelven) liet hij met neogotische motieven beschilderen. In 1886 werden de barokke segmentboogvensters opnieuw vervangen door spitsboogvensters met maaswerk. De jongste restauratie werd van 1977 tot 1986 uitgevoerd naar een ontwerp van het architectenbureau R. Steenmeyer en W. Vlaanderen uit Antwerpen.